# Tryb rozkazujący w języku angielskim
Tryb rozkazujący w języku angielskim – zbiór konstrukcji gramatycznych w języku angielskim służących do wydawania rozkazów, próśb itp. 
Tryb rozkazujący służy do tworzenia poleceń, nakazów itp. W najczęściej używanej drugiej osoby liczby pojedynczej i mnogiej tryb rozkazujący jest tożsamy z bezokolicznikiem (bez wyróżnika to). W pozostałych osobach używa się czasownika let, zaimka w formie dopełnienia i bezokolicznika. Przeczymy używając dla drugiej osoby formy don't a dla pozostałych partykuły not. Tryb rozkazujący może być uznany za nieuprzejmy. 
| Liczba pojedyncza | Liczba mnoga      |
| ----------------- | ----------------- |
| let me go         | let us (let's) go |
| go                | go                |
| let him/her/it go | let them go       |

Forma przecząca, służąca do wydawania zakazów:
| Liczba pojedyncza     | Liczba mnoga              |
| --------------------- | ------------------------- |
| let me not go         | let us not (let's not) go |
| don't go              | don't go                  |
| let him/her/it not go | let them not go           |

Aby polecenie czy zakaz nabrały stanowczości, używa się wzmocnienia emfatycznego operatorem do, zarówno do osiągnięcia miłego, jak i niemiłego efektu: Do sit down, please → Ależ usiądź, proszę. Do be quiet, please! → Będźże cicho! W końcówkach pytających dla II os. l.pl. stosuje się will you? a dla I os. l. mn. shall we?:Don't forget, will you? Let's throw a party, shall we? → Zróbmy imprezę, dobrze? Jeśli mówiący chce wyrazić zniecierpliwienie, używa can't you: Shut up, can't you? → Zamknij się, dobrze?

## Inne sposoby wydawania rozkazów i poleceń
- Do wydawania poleceń może służyć konstrukcja to be going to[3]: You're going to finish your dinner even if you sit here till midnight! → Skończysz ten obiad, nawet jeśli będziesz siedział do północy. You're not going to sleep now → Nie będziesz teraz spał[3].
- Do wywarcia nacisku na rozmówcę, by wykonał daną czynność lub emfatycznego wydania zakazu może służyć czas Present Progressive[3]: You're not going to the match, you've got homework to do → Nie pójdziesz na mecz, masz lekcje do odrobienia.
- Czas Present Simple służy do wydawania instrukcji i wskazówek[3]: When you get there, you leave the train station and you take the tram number 23 → Kiedy już tam będziesz, wychodzisz z dworca i wsiadasz w tramwaj 23.
- Do wydawania wewnętrznych nakazów służy czasownik must, a kategorycznych zakazów must not[4]: You mustn't drink water from the river → Nie wolno pić wody z rzeki.
- Kategorycznym zakazem jest zwrot don't you dare! → ani mi się waż[5]!
- W starszej angielszczyźnie  do wyrażania gróźb i obietnic używano czasownika shall. W takich sytuacjach jest używany ze wszystkimi osobami[6]: He shall regret this Jeszcze tego pożałuje. You shall be given what you deserve → Dostaniesz to, na co zasługujesz. W tym kontekście shall pojawia się w tekście dziesięciu przykazań: You shall not kill → Nie zabijaj.
- Do wydawania poleceń może służyć czas przyszły prosty[3]: Will you get me a cheese sandwich, please? → Możesz mi zrobić kanapkę z serem?

Pewne znaczenie trybu rozkazującego przejawia czasownik shall, w przeszłości służący głównie do wyrażania rozkazów, a obecnie będący w zaniku, zwłaszcza poza Anglią. Służy on do budowy czasu przyszłego, ale również tzw. coloured future – przyszłości w aspekcie modalnym – występuje wtedy (w przeciwieństwie do czasu przyszłego) we wszystkich osobach.
| Liczba pojedyncza | Liczba mnoga    |
| ----------------- | --------------- |
| I shall read      | we shall read   |
| you shall read    | you shall read  |
| they shall read   | they shall read |

Często stosowany jest w oficjalnych rozkazach, upomnieniach itp: Each employee shall obey the Health and Safety rules → każdy pracownik musi przestrzegać przepisów BHP.
W mowie potocznej rzadko stosowany, często w żartobliwym kontekście You shall listen → masz słuchać. Tradycyjnie z czasownikiem shall łączy się tekst dziesięciu przykazań: Thou shalt not kill (w wersji współczesnej You shall not kill) → nie zabijaj.